# KTM 390 Adventure
Die KTM 390 Adventure ist eine Reiseenduro des österreichischen Herstellers Pierer Mobility, die erstmals im Jahr 2020 vorgestellt wurde.

## Technische Daten

### Antrieb
Die KTM 390 Adventure wird von einem flüssigkeitsgekühlten Einzylinder-Viertaktmotor mit 373,2 cm³ Hubraum angetrieben. Dieser leistet etwa 31 kW (43 PS) bei 9000/min; das maximale Drehmoment beträgt 37 Nm bei 7000/min. Die Kraft wird über ein 6-Gang-Getriebe und eine Kette an das Hinterrad übertragen. Der Tankinhalt beträgt 14,5 Liter; der Durchschnittsverbrauch liegt zwischen 3,5 und 4,0 Litern pro 100 Kilometer.

### Fahrwerk
Das Motorrad hat einen Stahlrohrrahmen. Die Federung besteht aus einer WP Upside-Down-Gabel mit 43 mm Durchmesser und einem Monoshock-Hinterradfederungssystem, die beide einstellbar sind. Das Vorderrad der 390 Adventure ist 19 Zoll groß, das Hinterrad 17 Zoll.

### Ausstattung
Geschwindigkeit, Drehzahl, Gang und Tankinhalt der KTM 390 Adventure werden in einem TFT-Display angezeigt. Zur weiteren Ausstattung des Motorrades gehören ein Kurven-ABS-System, dynamische Traktionskontrolle und Bluetooth-Verbindung zu einem Smartphone.

## Aussehen
Das Motorrad ist gegenwärtig in den Farbkombinationen Orange und Schwarz oder Grau und Weiß erhältlich.

## KTM 390 Adventure R
Im November 2024 stellte KTM auf der EICMA die 390 Adventure R vor. Sie hat andere Räder und Federwege als das Basismodell.

## Wissenswertes
Eine im Januar 2023 beim indischen Kooperationspartner Bajaj Auto endmontierte 390 Adventure war das 1.000.000. KTM-Motorrad seit Beginn der Fertigung im Jahr 2007.
Das Motorrad steht in direkter Konkurrenz zur Honda NX500, BMW G 310 GS, Suzuki V-Strom 250 und Royal Enfield Himalayan.